# Przylądek Zwierciadło
Przylądek Zwierciadło (ang. Mirror Point) – przylądek na Wyspie Króla Jerzego, na północnym brzegu fiordu Ezcurra Inlet, poniżej Lodospadów Szmaragdowych i Panieńskich Skał.